# Daria Storozhilova
Daria Andreïevna Storozhilova (en russe : Дарья Андреевна Сторожилова) est une fondeuse russe, née le 4 février 1993.

## Biographie
Active depuis la saison 2010-2011 dans les courses de la FIS, elle entame sa carrière en Coupe du monde en 2015 à Lahti, après avoir remporté la médaille d'argent du dix kilomètres libre aux Championnats du monde des moins de 23 ans. Elle devient championne de Russie au mois de mars cet hiver sur le trente kilomètres.
Elle marque ses premiers points dans la Coupe du monde lors du Tour de ski 2016-2017, qu'elle achève au 27e rang. Elle est dans les points aussi sur le Ski Tour Canada en fin de saison (14e est son meilleur résultat sur une étape).

## Palmarès

### Coupe du monde
- Meilleur classement général : 51e en 2016.
- Meilleur résultat individuel : 14e.

| Saison / Épreuve | Saison / Épreuve | Général | Général | Distance | Distance | Sprint | Sprint |
| Saison / Épreuve | Saison / Épreuve | Class.  | Points  | Class.   | Points   | Class. | Points |
| ---------------- | ---------------- | ------- | ------- | -------- | -------- | ------ | ------ |
| 2016             | 2016             | 51e     | 67      | 41e      | 35       | -      | -      |

### Championnats du monde des moins de 23 ans
- Médaille d'argent du dix kilomètres libre en 2015.